# Motorrad-Weltmeisterschaft 2005
Die Motorrad-WM-Saison 2005 war die 57. in der Geschichte der FIM-Motorrad-Straßenweltmeisterschaft.
In der MotoGP-Klasse wurden 17 und in den Klassen bis 250 cm³ und bis 125 cm³ 16 Rennen ausgetragen.

## Punkteverteilung
Weltmeister wird derjenige Fahrer beziehungsweise der Hersteller, der bis zum Saisonende die meisten Punkte in der Weltmeisterschaft angesammelt hat. Bei der Punkteverteilung werden die Platzierungen im Gesamtergebnis des jeweiligen Rennens berücksichtigt. Die fünfzehn erstplatzierten Fahrer jedes Rennens erhalten Punkte nach folgendem Schema:
| Punkteverteilung | Punkteverteilung | Punkteverteilung | Punkteverteilung | Punkteverteilung | Punkteverteilung | Punkteverteilung | Punkteverteilung | Punkteverteilung | Punkteverteilung | Punkteverteilung | Punkteverteilung | Punkteverteilung | Punkteverteilung | Punkteverteilung | Punkteverteilung |
| ---------------- | ---------------- | ---------------- | ---------------- | ---------------- | ---------------- | ---------------- | ---------------- | ---------------- | ---------------- | ---------------- | ---------------- | ---------------- | ---------------- | ---------------- | ---------------- |
| Platz            | 1                | 2                | 3                | 4                | 5                | 6                | 7                | 8                | 9                | 10               | 11               | 12               | 13               | 14               | 15               |
| Punkte           | 25               | 20               | 16               | 13               | 11               | 10               | 9                | 8                | 7                | 6                | 5                | 4                | 3                | 2                | 1                |

In die Wertung kamen alle erzielten Resultate.

## MotoGP-Klasse

### Rennergebnisse
|    | Datum  | Rennen                 | Strecke        | Platz 1         | Platz 2           | Platz 3         | Pole-Position   | Schn. Rennrunde | Gesamtführender Fahrer | Gesamtführendes Team  | Gesamtführender Konstrukteur |
| -- | ------ | ---------------------- | -------------- | --------------- | ----------------- | --------------- | --------------- | --------------- | ---------------------- | --------------------- | ---------------------------- |
| 1  | 10.04. | GP von Spanien         | Jerez          | Valentino Rossi | Sete Gibernau     | Marco Melandri  | Valentino Rossi | Valentino Rossi | Valentino Rossi        | MoviStar Honda MotoGP | Yamaha                       |
| 2  | 17.04. | GP von Portugal        | Estoril        | Alex Barros     | Valentino Rossi   | Max Biaggi      | Alex Barros     | Alex Barros     | Valentino Rossi        | Gauloises Yamaha Team | Honda                        |
| 3  | 01.05. | GP von China           | Shanghai       | Valentino Rossi | Olivier Jacque    | Marco Melandri  | Sete Gibernau   | Alex Barros     | Valentino Rossi        | Gauloises Yamaha Team | Yamaha                       |
| 4  | 15.05. | GP von Frankreich      | Le Mans        | Valentino Rossi | Sete Gibernau     | Colin Edwards   | Valentino Rossi | Valentino Rossi | Valentino Rossi        | Gauloises Yamaha Team | Yamaha                       |
| 5  | 05.06. | GP von Italien         | Mugello        | Valentino Rossi | Max Biaggi        | Loris Capirossi | Valentino Rossi | Max Biaggi      | Valentino Rossi        | Gauloises Yamaha Team | Yamaha                       |
| 6  | 12.06. | GP von Katalonien      | Barcelona      | Valentino Rossi | Sete Gibernau     | Marco Melandri  | Sete Gibernau   | Valentino Rossi | Valentino Rossi        | Gauloises Yamaha Team | Yamaha                       |
| 7  | 25.06. | 75. Dutch TT           | Assen          | Valentino Rossi | Marco Melandri    | Colin Edwards   | Valentino Rossi | Valentino Rossi | Valentino Rossi        | Gauloises Yamaha Team | Yamaha                       |
| 8  | 10.07. | GP der USA             | Laguna Seca    | Nicky Hayden    | Colin Edwards     | Valentino Rossi | Nicky Hayden    | Colin Edwards   | Valentino Rossi        | Gauloises Yamaha Team | Yamaha                       |
| 9  | 24.07. | GP von Großbritannien  | Donington      | Valentino Rossi | Kenny Roberts jr. | Alex Barros     | Valentino Rossi | Valentino Rossi | Valentino Rossi        | Gauloises Yamaha Team | Yamaha                       |
| 10 | 31.07. | 69. GP von Deutschland | Sachsenring    | Valentino Rossi | Sete Gibernau     | Nicky Hayden    | Nicky Hayden    | Sete Gibernau   | Valentino Rossi        | Gauloises Yamaha Team | Yamaha                       |
| 11 | 28.08. | GP von Tschechien      | Brünn          | Valentino Rossi | Loris Capirossi   | Max Biaggi      | Sete Gibernau   | Valentino Rossi | Valentino Rossi        | Gauloises Yamaha Team | Yamaha                       |
| 12 | 18.09. | GP von Japan           | Motegi         | Loris Capirossi | Max Biaggi        | Makoto Tamada   | Loris Capirossi | Loris Capirossi | Valentino Rossi        | Gauloises Yamaha Team | Yamaha                       |
| 13 | 25.09. | GP von Malaysia        | Sepang         | Loris Capirossi | Valentino Rossi   | Carlos Checa    | Loris Capirossi | Nicky Hayden    | Valentino Rossi        | Gauloises Yamaha Team | Yamaha                       |
| 14 | 01.10. | GP von Katar           | Doha           | Valentino Rossi | Marco Melandri    | Nicky Hayden    | Loris Capirossi | Nicky Hayden    | Valentino Rossi        | Gauloises Yamaha Team | Yamaha                       |
| 15 | 16.10. | GP von Australien      | Phillip Island | Valentino Rossi | Nicky Hayden      | Carlos Checa    | Nicky Hayden    | Marco Melandri  | Valentino Rossi        | Gauloises Yamaha Team | Yamaha                       |
| 16 | 23.10. | GP der Türkei          | Istanbul       | Marco Melandri  | Valentino Rossi   | Nicky Hayden    | Sete Gibernau   | Marco Melandri  | Valentino Rossi        | Gauloises Yamaha Team | Yamaha                       |
| 17 | 06.11. | GP von Valencia        | Valencia       | Marco Melandri  | Nicky Hayden      | Valentino Rossi | Sete Gibernau   | Marco Melandri  | Valentino Rossi        | Gauloises Yamaha Team | Yamaha                       |

### Teams und Fahrer
| Nr. | Fahrer                   | Team                  | Motorrad               | Reifen |
| --- | ------------------------ | --------------------- | ---------------------- | ------ |
| 3   | Max Biaggi               | Repsol Honda Team     | Honda RC211V           | M      |
| 4   | Alex Barros              | Camel Honda           | Honda RC211V           | M      |
| 5   | Colin Edwards            | Gauloises Yamaha Team | Yamaha YZR-M1          | M      |
| 6   | Makoto Tamada            | Konica Minolta Honda  | Honda RC211V           | M      |
| 7   | Carlos Checa             | Ducati Marlboro Team  | Ducati Desmosedici GP5 | B      |
| 9   | Nobuatsu Aoki            | Team Suzuki MotoGP    | Suzuki GSV-R           | B      |
| 10  | Kenny Roberts jr.        | Team Suzuki MotoGP    | Suzuki GSV-R           | B      |
| 11  | Rubén Xaus               | Fortuna Yamaha Team   | Yamaha YZR-M1          | M      |
| 12  | Troy Bayliss             | Camel Honda           | Honda RC211V           | M      |
| 15  | Sete Gibernau            | MoviStar Honda MotoGP | Honda RC211V           | M      |
| 16  | Jürgen van den Goorbergh | Konica Minolta Honda  | Honda RC211V           | M      |
| 17  | Chris Vermeulen          | Camel Honda           | Honda RC211V           | M      |
| 19  | Olivier Jacque           | Kawasaki Racing Team  | Kawasaki Ninja ZX-RR   | B      |
| 21  | John Hopkins             | Team Suzuki MotoGP    | Suzuki GSV-R           | B      |
| 23  | Shin’ichi Itō            | Ducati Marlboro Team  | Ducati Desmosedici GP5 | B      |
| 24  | Toni Elías               | Fortuna Yamaha Team   | Yamaha YZR-M1          | M      |
| 27  | Franco Battaini          | Blata WCM             | Blata-WCM              | D      |
| 33  | Marco Melandri           | MoviStar Honda MotoGP | Honda RC211V           | M      |
| 44  | Roberto Rolfo            | Team D’Antin Pramac   | Ducati Desmosedici GP4 | D      |
| 45  | Naoki Matsudo            | Moriwaki Racing       | Moriwaki MD5           | D      |
| 46  | Valentino Rossi          | Gauloises Yamaha Team | Yamaha YZR-M1          | M      |
| 54  | Ryūichi Kiyonari         | Camel Honda           | Honda RC211V           | M      |
| 56  | Shin’ya Nakano           | Kawasaki Racing Team  | Kawasaki Ninja ZX-RR   | B      |
| 65  | Loris Capirossi          | Ducati Marlboro Team  | Ducati Desmosedici GP5 | B      |
| 66  | Alex Hofmann             | Kawasaki Racing Team  | Kawasaki Ninja ZX-RR   | B      |
| 67  | Shane Byrne              | Team Roberts          | Proton-KTM             | M      |
| 67  | Shane Byrne              | Camel Honda           | Honda RC211V           | M      |
| 69  | Nicky Hayden             | Repsol Honda Team     | Honda RC211V           | M      |
| 72  | Tōru Ukawa               | Moriwaki Racing       | Moriwaki MD5           | D      |
| 72  | Tōru Ukawa               | Camel Honda           | Honda RC211V           | M      |
| 77  | James Ellison            | Blata WCM             | Blata-WCM              | D      |
| 80  | Kurtis Roberts           | Team Roberts          | Proton V5              | D      |
| 94  | David Checa              | Fortuna Yamaha Team   | Yamaha YZR-M1          | M      |
| 99  | Jeremy McWilliams        | Team Roberts          | Proton V5              | D      |

| Legende         |
| --------------- |
| Stammfahrer     |
| Wildcard-Fahrer |
| Ersatzfahrer    |

### Fahrerwertung
| 1  | Valentino Rossi   | Yamaha   | 367 |
| 2  | Marco Melandri    | Honda    | 220 |
| 3  | Nicky Hayden      | Honda    | 206 |
| 4  | Colin Edwards     | Yamaha   | 179 |
| 5  | Max Biaggi        | Honda    | 173 |
| 6  | Loris Capirossi   | Ducati   | 157 |
| 7  | Sete Gibernau     | Honda    | 150 |
| 8  | Alex Barros       | Honda    | 147 |
| 9  | Carlos Checa      | Ducati   | 138 |
| 10 | Shin’ya Nakano    | Kawasaki | 98  |
| 11 | Makoto Tamada     | Honda    | 91  |
| 12 | Toni Elías        | Yamaha   | 74  |
| 13 | Kenny Roberts jr. | Suzuki   | 63  |
|    | John Hopkins      | Suzuki   | 63  |
| 15 | Troy Bayliss      | Honda    | 54  |

| 16 | Rubén Xaus               | Yamaha             | 52 |
| 17 | Olivier Jacque           | Kawasaki           | 28 |
| 18 | Roberto Rolfo            | Ducati             | 25 |
| 19 | Alex Hofmann             | Kawasaki           | 24 |
| 20 | Jürgen van den Goorbergh | Honda              | 12 |
| 21 | Chris Vermeulen          | Honda              | 10 |
| 22 | Franco Battaini          | WCM-Blata          | 7  |
|    | James Ellison            | WCM-Blata          | 7  |
| 24 | Shane Byrne              | Proton-KTM / Honda | 6  |
| 25 | Ryūichi Kiyonari         | Honda              | 4  |
|    | David Checa              | Yamaha             | 4  |
| 27 | Tōru Ukawa               | Moriwaki / Honda   | 1  |

### Konstrukteurswertung
| 1 | Yamaha       | 381 |
| 2 | Honda        | 341 |
| 3 | Ducati       | 202 |
| 4 | Kawasaki     | 126 |
| 5 | Suzuki       | 100 |
| 6 | / WCM-Blata  | 13  |
| 7 | Moriwaki     | 7   |
| 8 | / Proton-KTM | 1   |

### Teamwertung
| 1  | Gauloises Yamaha Team | 546 |
| 2  | Repsol Honda Team     | 379 |
| 3  | MoviStar Honda MotoGP | 370 |
| 4  | Ducati Marlboro Team  | 295 |
| 5  | Camel Honda           | 220 |
| 6  | Kawasaki Racing Team  | 150 |
| 7  | Fortuna Yamaha Team   | 130 |
| 8  | Team Suzuki MotoGP    | 126 |
| 9  | Konica Minolta Honda  | 103 |
| 10 | Team D’Antin Pramac   | 25  |
| 11 | Blata WCM             | 14  |
| 12 | Team Roberts          | 1   |

## 250-cm³-Klasse

### Rennergebnisse
|    | Datum  | Rennen                 | Strecke        | Platz 1         | Platz 2          | Platz 3          | Pole-Position   | Schn. Rennrunde  | Gesamtführender Fahrer | Gesamtführender Konstrukteur |
| -- | ------ | ---------------------- | -------------- | --------------- | ---------------- | ---------------- | --------------- | ---------------- | ---------------------- | ---------------------------- |
| 1  | 10.04. | GP von Spanien         | Jerez          | Dani Pedrosa    | Sebastián Porto  | Alex De Angelis  | Dani Pedrosa    | Randy De Puniet  | Dani Pedrosa           | Honda                        |
| 2  | 17.04. | GP von Portugal        | Estoril        | Casey Stoner    | Andrea Dovizioso | Randy De Puniet  | Randy De Puniet | Alex De Angelis  | Dani Pedrosa           | Aprilia                      |
| 3  | 01.05. | GP von China           | Shanghai       | Casey Stoner    | Andrea Dovizioso | Hiroshi Aoyama   | Casey Stoner    | Andrea Dovizioso | Andrea Dovizioso       | Aprilia                      |
| 4  | 15.05. | GP von Frankreich      | Le Mans        | Dani Pedrosa    | Randy De Puniet  | Andrea Dovizioso | Dani Pedrosa    | Randy De Puniet  | Dani Pedrosa           | Honda                        |
| 5  | 05.06. | GP von Italien         | Mugello        | Dani Pedrosa    | Jorge Lorenzo    | Alex De Angelis  | Jorge Lorenzo   | Alex De Angelis  | Dani Pedrosa           | Honda                        |
| 6  | 12.06. | GP von Katalonien      | Barcelona      | Dani Pedrosa    | Casey Stoner     | Andrea Dovizioso | Dani Pedrosa    | Dani Pedrosa     | Dani Pedrosa           | Honda                        |
| 7  | 25.06. | 75. Dutch TT           | Assen          | Sebastián Porto | Dani Pedrosa     | Jorge Lorenzo    | Jorge Lorenzo   | Sebastián Porto  | Dani Pedrosa           | Honda                        |
| 8  | 24.07. | GP von Großbritannien  | Donington      | Randy De Puniet | Anthony West     | Casey Stoner     | Dani Pedrosa    | Anthony West     | Dani Pedrosa           | Aprilia                      |
| 9  | 31.07. | 69. GP von Deutschland | Sachsenring    | Dani Pedrosa    | Alex De Angelis  | Hiroshi Aoyama   | Alex De Angelis | Dani Pedrosa     | Dani Pedrosa           | Honda                        |
| 10 | 28.08. | GP von Tschechien      | Brünn          | Dani Pedrosa    | Jorge Lorenzo    | Casey Stoner     | Jorge Lorenzo   | Dani Pedrosa     | Dani Pedrosa           | Honda                        |
| 11 | 18.09. | GP von Japan           | Motegi         | Hiroshi Aoyama  | Dani Pedrosa     | Casey Stoner     | Hiroshi Aoyama  | Dani Pedrosa     | Dani Pedrosa           | Honda                        |
| 12 | 25.09. | GP von Malaysia        | Sepang         | Casey Stoner    | Alex De Angelis  | Sebastián Porto  | Hiroshi Aoyama  | Casey Stoner     | Dani Pedrosa           | Honda                        |
| 13 | 01.10. | GP von Katar           | Doha           | Casey Stoner    | Jorge Lorenzo    | Andrea Dovizioso | Jorge Lorenzo   | Dani Pedrosa     | Dani Pedrosa           | Honda                        |
| 14 | 16.10. | GP von Australien      | Phillip Island | Dani Pedrosa    | Sebastián Porto  | Jorge Lorenzo    | Casey Stoner    | Sebastián Porto  | Dani Pedrosa           | Honda                        |
| 15 | 23.10. | GP der Türkei          | Istanbul       | Casey Stoner    | Dani Pedrosa     | Hiroshi Aoyama   | Alex De Angelis | Dani Pedrosa     | Dani Pedrosa           | Honda                        |
| 16 | 06.11. | GP von Valencia        | Valencia       | Dani Pedrosa    | Jorge Lorenzo    | Casey Stoner     | Dani Pedrosa    | Dani Pedrosa     | Dani Pedrosa           | Honda                        |

### Fahrerwertung
| 1  | Dani Pedrosa      | Honda   | 309 |
| 2  | Casey Stoner      | Aprilia | 254 |
| 3  | Andrea Dovizioso  | Honda   | 189 |
| 4  | Hiroshi Aoyama    | Honda   | 180 |
| 5  | Jorge Lorenzo     | Honda   | 167 |
| 6  | Sebastián Porto   | Aprilia | 152 |
| 7  | Alex De Angelis   | Aprilia | 151 |
| 8  | Randy De Puniet   | Aprilia | 138 |
| 9  | Héctor Barberá    | Honda   | 120 |
| 10 | Sylvain Guintoli  | Aprilia | 84  |
| 11 | Yūki Takahashi    | Honda   | 77  |
| 12 | Alex Debón        | Honda   | 67  |
| 13 | Roberto Locatelli | Aprilia | 61  |
| 14 | Simone Corsi      | Aprilia | 59  |
| 15 | Mirko Giansanti   | Aprilia | 36  |
| 16 | Chaz Davies       | Aprilia | 32  |

| 17 | Anthony West     | Aprilia / Honda / KTM    | 30 |
| 18 | Alex Baldolini   | Aprilia                  | 25 |
| 19 | Andrea Ballerini | Aprilia                  | 19 |
| 20 | Jakub Smrž       | Honda                    | 19 |
| 21 | Tarō Sekiguchi   | Aprilia                  | 13 |
| 22 | Dirk Heidolf     | Honda                    | 13 |
| 23 | Steve Jenkner    | Aprilia                  | 13 |
| 24 | Radomil Rous     | Honda                    | 11 |
| 25 | Martín Cárdenas  | Aprilia                  | 9  |
| 26 | Grégory Leblanc  | Aprilia                  | 6  |
| 27 | Erwan Nigon      | Aprilia / Honda / Yamaha | 3  |
| 28 | Hugo Marchand    | Aprilia                  | 3  |

### Konstrukteurswertung
| 1 | Honda   | 349 |
| 2 | Aprilia | 339 |
| 3 | KTM     | 30  |

## 125-cm³-Klasse

### Rennergebnisse
|    | Datum  | Rennen                 | Strecke        | Platz 1          | Platz 2          | Platz 3          | Pole-Position    | Schn. Rennrunde  | Gesamtführender Fahrer | Gesamtführender Konstrukteur |
| -- | ------ | ---------------------- | -------------- | ---------------- | ---------------- | ---------------- | ---------------- | ---------------- | ---------------------- | ---------------------------- |
| 1  | 10.04. | GP von Spanien         | Jerez          | Marco Simoncelli | Mika Kallio      | Fabrizio Lai     | Marco Simoncelli | Pablo Nieto      | Marco Simoncelli       | Aprilia                      |
| 2  | 17.04. | GP von Portugal        | Estoril        | Mika Kallio      | Héctor Faubel    | Thomas Lüthi     | Mika Kallio      | Héctor Faubel    | Mika Kallio            | KTM                          |
| 3  | 01.05. | GP von China           | Shanghai       | Mattia Pasini    | Fabrizio Lai     | Gábor Talmácsi   | Mika Kallio      | Fabrizio Lai     | Mika Kallio            | Aprilia                      |
| 4  | 15.05. | GP von Frankreich      | Le Mans        | Thomas Lüthi     | Sergio Gadea     | Mika Kallio      | Thomas Lüthi     | Mika Kallio      | Mika Kallio            | Aprilia                      |
| 5  | 05.06. | GP von Italien         | Mugello        | Gábor Talmácsi   | Thomas Lüthi     | Joan Olivé       | Mika Kallio      | Héctor Faubel    | Thomas Lüthi           | Aprilia                      |
| 6  | 12.06. | GP von Katalonien      | Barcelona      | Mattia Pasini    | Marco Simoncelli | Mika Kallio      | Mika Kallio      | Mika Kallio      | Mattia Pasini          | Aprilia                      |
| 7  | 25.06. | 75. Dutch TT           | Assen          | Gábor Talmácsi   | Héctor Faubel    | Mattia Pasini    | Mika Kallio      | Héctor Faubel    | Mattia Pasini          | Aprilia                      |
| 8  | 24.07. | GP von Großbritannien  | Donington      | Julián Simón     | Mike Di Meglio   | Fabrizio Lai     | Mika Kallio      | Álvaro Bautista  | Mattia Pasini          | KTM                          |
| 9  | 31.07. | 69. GP von Deutschland | Sachsenring    | Mika Kallio      | Thomas Lüthi     | Marco Simoncelli | Mika Kallio      | Mika Kallio      | Thomas Lüthi           | KTM                          |
| 10 | 28.08. | GP von Tschechien      | Brünn          | Thomas Lüthi     | Mika Kallio      | Marco Simoncelli | Thomas Lüthi     | Sergio Gadea     | Thomas Lüthi           | KTM                          |
| 11 | 18.09. | GP von Japan           | Motegi         | Mika Kallio      | Thomas Lüthi     | Héctor Faubel    | Gábor Talmácsi   | Mateo Tunez      | Thomas Lüthi           | KTM                          |
| 12 | 25.09. | GP von Malaysia        | Sepang         | Thomas Lüthi     | Mika Kallio      | Mattia Pasini    | Thomas Lüthi     | Gábor Talmácsi   | Thomas Lüthi           | KTM                          |
| 13 | 01.10. | GP von Katar           | Doha           | Gábor Talmácsi   | Mika Kallio      | Marco Simoncelli | Mika Kallio      | Marco Simoncelli | Mika Kallio            | KTM                          |
| 14 | 16.10. | GP von Australien      | Phillip Island | Thomas Lüthi     | Tomoyoshi Koyama | Marco Simoncelli | Thomas Lüthi     | Ángel Rodríguez  | Thomas Lüthi           | KTM                          |
| 15 | 23.10. | GP der Türkei          | Istanbul       | Mike Di Meglio   | Mattia Pasini    | Tomoyoshi Koyama | Thomas Lüthi     | Thomas Lüthi     | Thomas Lüthi           | KTM                          |
| 16 | 06.11. | GP von Valencia        | Valencia       | Mika Kallio      | Gábor Talmácsi   | Mattia Pasini    | Sergio Gadea     | Sergio Gadea     | Thomas Lüthi           | KTM                          |

### Fahrerwertung
| 1  | Thomas Lüthi     | Honda   | 242 |
| 2  | Mika Kallio      | KTM     | 237 |
| 3  | Gábor Talmácsi   | KTM     | 198 |
| 4  | Mattia Pasini    | Aprilia | 183 |
| 5  | Marco Simoncelli | Aprilia | 177 |
| 6  | Fabrizio Lai     | Honda   | 141 |
| 7  | Julián Simón     | KTM     | 123 |
| 8  | Tomoyoshi Koyama | Honda   | 119 |
| 9  | Héctor Faubel    | Aprilia | 113 |
| 10 | Manuel Poggiali  | Gilera  | 107 |
| 11 | Mike Di Meglio   | Honda   | 104 |
| 12 | Sergio Gadea     | Aprilia | 68  |
| 13 | Pablo Nieto      | Derbi   | 64  |
| 14 | Joan Olivé       | Aprilia | 60  |
| 15 | Álvaro Bautista  | Honda   | 47  |
| 16 | Aleix Espargaró  | Honda   | 36  |
| 17 | Lorenzo Zanetti  | Aprilia | 30  |
| 18 | Alexis Masbou    | Honda   | 28  |
| 19 | Lukáš Pešek      | Derbi   | 25  |

| 20 | Andrea Iannone       | Aprilia         | 20 |
| 21 | Toshihisa Kuzuhara   | Honda           | 17 |
| 22 | Ángel Rodríguez      | Honda / Aprilia | 16 |
| 23 | Raffaele De Rosa     | Aprilia         | 13 |
| 24 | Manuel Hernández jr. | Aprilia / Honda | 12 |
|    | Michael Ranseder     | KTM             | 12 |
| 26 | Sandro Cortese       | Honda           | 8  |
| 27 | Dan Linfoot          | Honda           | 7  |
|    | Imre Tóth            | Aprilia         | 7  |
| 29 | Jordi Carchano       | Aprilia         | 6  |
| 30 | Michele Conti        | Honda           | 5  |
| 31 | Christian Elkin      | Honda           | 4  |
|    | Dario Giuseppetti    | Aprilia         | 4  |
| 33 | Michele Pirro        | Malaguti        | 3  |
| 34 | Enrique Jerez        | Derbi           | 2  |
| 35 | Nicolás Terol        | Derbi           | 1  |
|    | Stefan Bradl         | KTM             | 1  |

### Konstrukteurswertung
| 1 | KTM      | 332 |
| 2 | Honda    | 304 |
| 3 | Aprilia  | 296 |
| 4 | Gilera   | 107 |
| 5 | Derbi    | 73  |
| 6 | Malaguti | 3   |